# Tabernaklet i Salt Lake City

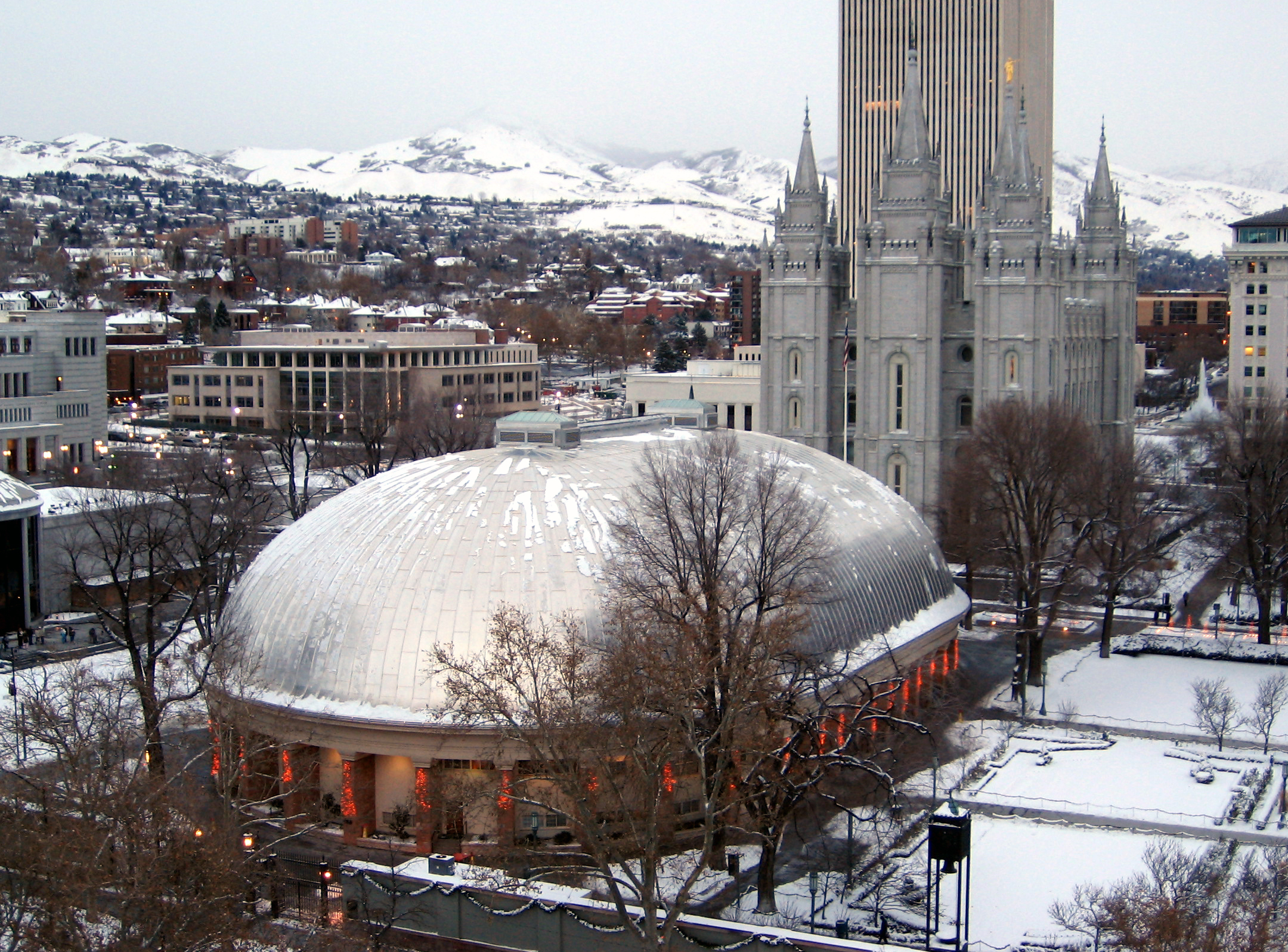
Tabernaklet med Salt Lake-templet i bakgrunden.

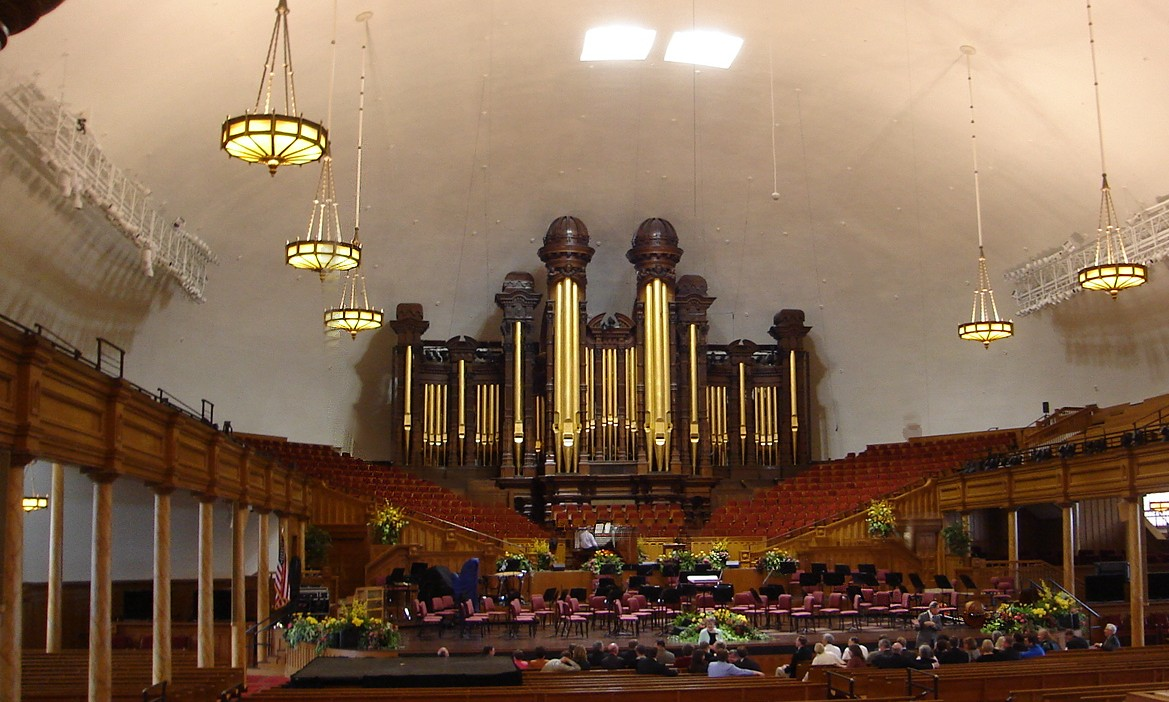
Interiörbild med orgeln.

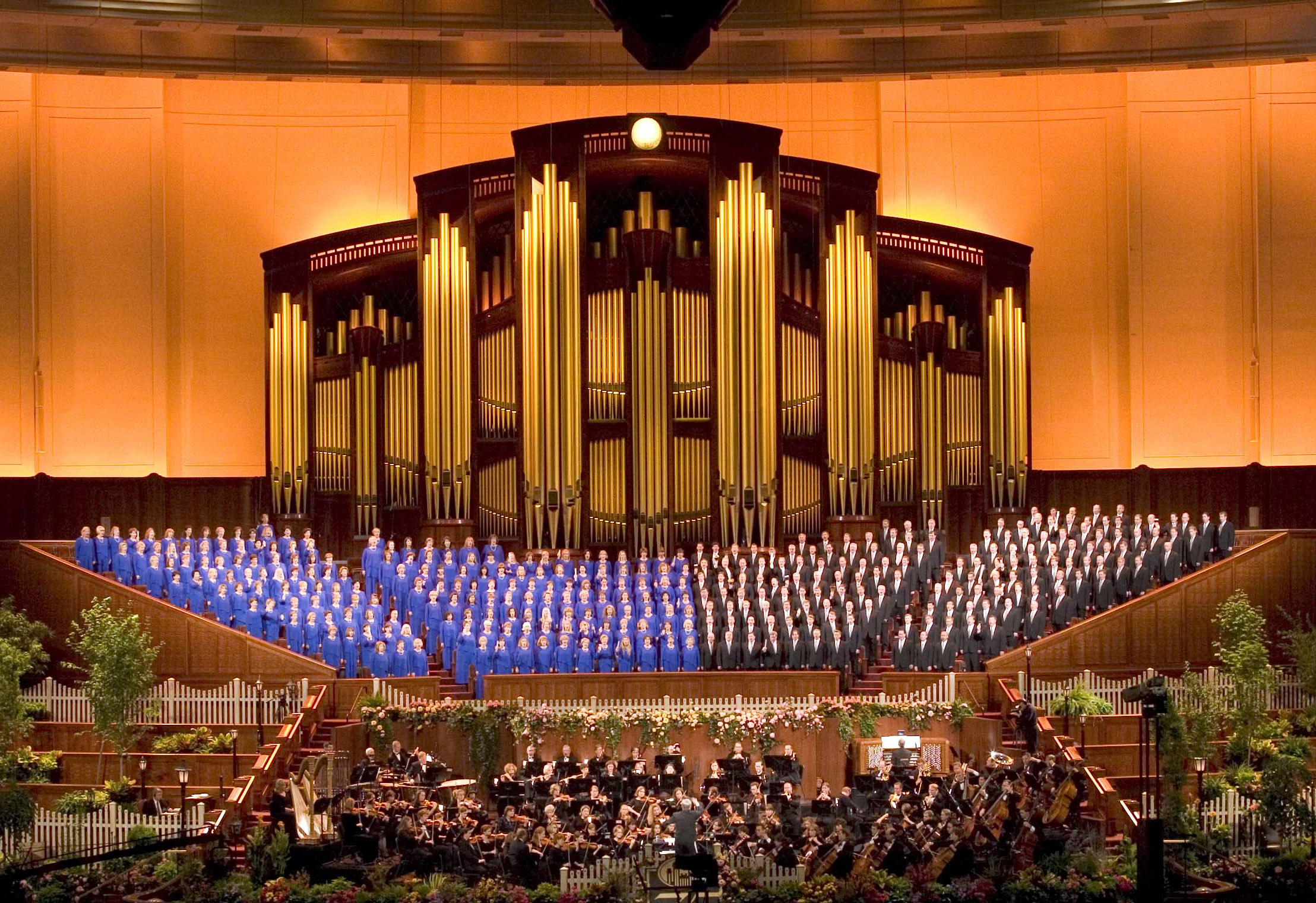
The Tabernacle Choir at Temple Square, Tabernakelkören, har fått sitt namn från tabernaklet och sjunger ofta där. Här syns de dock under konsert i Salt Lake Citys konferenscenter.

Tabernaklet i Salt Lake City, är ett auditorium byggd som en dôme, uppförd av Jesu Kristi Kyrka av Sista Dagars Heliga mitt på Tempeltorget under 1860-talet. Vid Tempeltorget ligger även Salt Lake-templet och Salt Lake Assembly Hall.

## Användning
Tabernaklet byggdes för att användas för Jesu Kristi kyrkas centrala konferens (generalkonferens), vilket det också gjorde i 132 år. Den första generalkonferensen hölls där den 6 oktober 1867. På grund av rörelsens tillväxt har tabernaklet på senare år blivit för litet och generalkonferensen har sedan 2000 hållits i ett betydligt större nybyggt konferenscenter. Tabernaklet återinvigdes år 2007 efter en omfattande restaurering.
I tabernaklet finns en av världens största kyrkorglar, och tabernaklet är hem för den kända tabernakelkören (engelska: Mormon Tabernacle Choir) och radioprogrammet Music and the Spoken Word. Tidigare var det också hem för Utah Symphony Orchestra innan den flyttade till det nybyggda konserthuset Abravanel Hall.

## Historia och arkitektur
Tabernaklet påbörjades 1864 och var färdigt nog att användas 1867 då den första generalkonferensen hölls. Det invigdes formellt av kyrkans president John Taylor den 9 oktober 1875. Fundamentet är av sandsten och domen, vars tak är av aluminium, stöttas av 44 sandstenspelare. Byggnaden har sittplats till 8000 personer, inklusive kör och läktare. Ingenjören Henry Grow konstruerade den spjälverkstruktur som håller upp taket. Frank Lloyd Wright ska ha kallat Tabernaklet ett arkitektoniskt underverk.
Inuti Tabernaklet står orgeln i fokus. Den är placerad i den västra änden ovanför körens placering. Den byggdes ursprungligen av Joseph H. Ridges 1867 och hade 700 pipor. Den har byggts om flera gånger. Den nuvarande orgeln byggdes 1948 av Aeolian-Skinner Company från Boston under ledning av G Donald Harrison och renoverades 1989. Den har 11 623 pipor och är en av de största orglarna i världen.
Vissa moderniseringar hade gjorts under åren, bland annat hade aluminiumtaket ersatts av ett koppartak 1947, taket isolerats och brandsäkrats och sprinklersystem installerats 1957. En större renovering var dock behövlig och mellan januari 2005 och mars 2007 var tabernaklet stängt för en omfattande renovering, bland annat för att bättre klara jordbävningar. Det återinvigdes i mars 2007 i en ceremoni av kyrkans dåvarande president Gordon B. Hinckley.